# Ochotona turuchanensis
Espèce
Synonymes
- Ochotona (Pika) turuchanensis Naumov, 1934[2]

Répartition géographique
Statut de conservation UICN

 LC  : Préoccupation mineure
Ochotona turuchanensis est une espèce de pikas de la famille des Ochotonidae (petits mammifères lagomorphes).